# Sønderholm Sogn
Sønderholm Sogn er et sogn i Aalborg Vestre Provsti (Aalborg Stift).
I 1800-tallet var Frejlev Sogn anneks til Sønderholm Sogn. Begge sogne hørte til Hornum Herred i Ålborg Amt. Sønderholm-Frejlev sognekommune blev ved kommunalreformen i 1970 indlemmet i Aalborg Kommune.
I Sønderholm Sogn ligger Sønderholm Kirke og herregården Store Restrup.
I sognet findes følgende autoriserede stednavne:
- Dybdal (areal)
- Hvirvelbakke (areal)
- Mosehøj (areal)
- Munkbæk (vandareal)
- Nyrup (bebyggelse, ejerlav)
- Nyrup Mark (bebyggelse)
- Restrup Enge (bebyggelse)
- Restrup Skov (areal)
- Restrupkær (bebyggelse)
- Rimmen (bebyggelse)
- Ryddet (areal)
- Råhøj (areal)
- Sovsbakke (areal)
- Store Restrup (bebyggelse)
- Sønderholm (bebyggelse, ejerlav)
- Sønderholm Hede (bebyggelse)
- Sønderholm Mark (bebyggelse)
- Tostrup (bebyggelse, ejerlav)
- Tostrup Hede (bebyggelse)
- Tostrup Mark (bebyggelse)
- Troldkirken (areal)
- Vandtrangsbakke (areal)
- Vihøje (areal)